# JBL (marque)
Pour les articles homonymes, voir JBL.
JBL est une entreprise américaine crée en 1946 par James Bullough Lansing spécialisée dans la fabrication d'enceintes acoustiques. Elle fait partie du Groupe Harman, et est, depuis son rachat par le Groupe Samsung en 2016, une filiale de Samsung Electronics. 

## Histoire

### 1927 à 1949: premières années et création
La société doit son nom à son créateur, James Bullough Lansing. Né James Martini le 14 janvier 1902 d'une fratrie de treize enfants, il vit durant son adolescence dans la famille Bullough, et prend leur nom dans les années 1920. L'origine du nom Lansing n'est pas connue, mais pourrait faire référence à la ville dans le Michigan dans laquelle il a travaillé. Très intéressé par la mécanique, il fabrique dès 12 ans un émetteur radio, et fait ses études dans l'Illinois, État dans lequel vivent ses parents.
La première entreprise de James Bullough Lansing, la Lansing Manufacturing Company, est rachetée en 1941 par Altec Lansing contre 50 000 $, pour éviter la faillite. Cinq ans après, James B. Lansing y quitte son poste de vice-président et crée la Lansing Sound Incorporated le 1er octobre 1946. Il est contraint par Altec, propriétaire de la marque Lansing, de la renommer James B. Lansing Sound Incorporated, abrégée « JBL ». En 1949, James B. Lansing se suicide, et William Thomas devient directeur de l'entreprise.
Elle s'oriente alors vers la conception et la fabrication de composants pour haut-parleurs et d'équipements pour les salles de cinéma et pour le grand public. Après la mort de James B. Lansing en 1949, son associé Bill Thomas développe la notoriété de la marque qui devient progressivement une référence en matière de haut-parleurs domestiques.

## JBL aujourd'hui
En 1969, JBL est vendue à la société Jervis, qui sera dissoute et absorbée par Harman International. La marque est maintenue et se distingue par ses produits qui sont notamment utilisés dans les studios d'enregistrement, les salles de concert et les festivals en plein air. Ils ont servi aussi à développer le standard audio THX.
La marque est exploitée par deux divisions : JBL Consumer pour le grand public et JBL Professional pour le marché professionnel.
Depuis les années 2000, JBL a élargi sa gamme de produits en introduisant des enceintes nomades pour répondre aux besoins des consommateurs. Cette expansion s'appuie sur la solide réputation et l'expertise de JBL dans les domaines du cinéma et de la musique.

## JBL Professional: exemples d'applications
- Academy of Motion Picture Arts and Sciences - AMPAS (Hollywood, États-Unis)
- Institut de Recherche et Coordination Acoustique/Musique - IRCAM (Pierre Boulez, France, 1974-1991)
- Projet Cinéma Numérique - GAUMONT (Philippe Binant, France, 2000-2008)